# گراهامتوون (مریلند)
گراهامتوون (به انگلیسی: Grahamtown) شهری در ایالت مریلند کشور ایالات متحده آمریکا است که جمعیت آن در سرشماری سال ۲۰۱۰ میلادی، ۳۶۴ نفر بوده‌است.